# Pobuna Splićana protiv Mlečana (1357.)
Pobuna Splićana protiv Mlečana, događaj koji se zbio u noći 8. srpnja 1357. godine prilikom kojeg su se splitski plemići i pučani oslobodili mletačke vlasti i predali grad na upravu ugarskom i hrvatskom kralju Ludoviku I. Anžuvincu (1342. - 1382.). Istu akciju proveli su i Trogirani koji su vjerojatno djelovali u dosluhu sa Splićanima. Tom pobunom završilo se razdoblje mletačke vlasti nad Splitom koje je trajalo od 1327. godine, a Split je ostao pod vlašću hrvatsko-ugarskih kraljeva sve do 1420. godine, kada je pao kao jedan od posljednjih gradova u Dalmaciji pod višestoljetnu mletačku vlast.

## Pozadina sukoba
Porazom nasljednog hrvatskog bana Mladena II. Bribirskog 1322. godine u bitci kod Blizne, nestalo je jake središnje vlasti u prijadranskom dijelu Kraljevine Hrvatske. Takvu situaciju počela je iskorištavati Mletačka Republika kako bi ostvarila svoje interese na istočnoj obali Jadrana. Iako je kralj Karlo I. Anžuvinac (1301. - 1342.) uspio uništiti dominaciju velikaše obitelji Šubić Bribirski na području Hrvatske, nije uspio nametnuti kraljevsku vlast, jer se protiv kralja pobunio nekadašnji vojvoda bana Pavla I. Bribirskog, Nelipac II. koji je poveo pobunu protiv kraljevske vlasti. Sukob Nelipića s kraljem i s Bribirskima koji su oslabili i izgubili nasljednu bansku vlast, iskoristili su Mlečani koji su 1327. godine uspostavili vlast nad Splitom.

## Pobuna Splićana protiv mletačkog kneza i vojnika
Kada je započeo sukob između kralja Ludovika I. i Mlečana oko posjeda na istočnoj obali Jadrana, Splićani i Trogirani su odlučili preuzeti akciju kojom bi se odmetnuli od mletačke vlasti i stvorili sebi uvjete za bolju predaju ugarskim vlastima kroz pregovore. Splitski plemići i pučani su se organizirali te počeli pripremati urotu u najvećoj tajnosti. Pred zoru, 8. srpnja 1357. godine podijelili su se u dvije naoružane grupe i krenuli u akciju. Prva grupa naoružanih Splićana uhvatila je na prepad i razoružala mletačku posadu kod Vrata od Pisture, a druga je krenula prema Trgu sv. Lovre gdje su čuvali pristup trgu kako netko od mletačkih stražara ne bi upozorio kneževu stražu kraj Kneževe palače na trgu. Zarobljene mletačke stražare zatvorili su crkvu sv. Mateja kraj Peristila i u kripti sv. Tome ispod Krstionice. Zatim su krenuli prema Kneževoj palači, gdje su prisilili gradskog kneza Giovannija Quirina na predaju vlasti. Ujutro su protjerali svrgnutog gradskog kneza i mletačku posadu iz grada te predali Split pod vrhovnu vlast ugarskog i hrvatskog kralja Ludovika I.
Mlečani su se osvetili zbog pobune Splićana tako što su nakon nekoliko dana doputovali s galijama i opustošili otok Šoltu koji je bio pod splitskom vlašću. Kao odgovor na tu odmazdu, Splićani su konfiscirali svu mletačku imovinu u gradu Splitu.